# 1. deild 1956
La 1. deild 1956 fu la 45ª edizione della massima serie del campionato di calcio islandese disputato tra il 10 giugno e il 23 settembre 1956 e conclusa con la vittoria del Valur al suo dodicesimo titolo.
Capocannonieri del torneo furono Sigurður Bergsson (KR) e þorður þorðarsson (ÍA) con 6 reti.

## Formula
Le squadre partecipanti furono sei e si incontrarono in un turno di sola andata per un totale di cinque partite con l'ultima classificata retrocessa in 2. deild karla.

## Squadre partecipanti
| Club     | Città     | Posizione 1955     |
| -------- | --------- | ------------------ |
| Fram     | Reykjavík | 5°                 |
| KR       | Reykjavík | Campione d'Islanda |
| Valur    | Reykjavík | 3°                 |
| ÍA       | Akranes   | 2°                 |
| Víkingur | Reykjavík | 4°                 |
| ÍBA      | Akureyri  | 2. deild           |

Tutti gli incontri si disputarono allo stadio Melavöllur, impianto situato nella capitale.

## Classifica finale
|                    | Pos. | Squadra  | Pt | G | V | N | P | GF | GS | DR  |
| ------------------ | ---- | -------- | -- | - | - | - | - | -- | -- | --- |
| Islanda (bandiera) | 1.   | Valur    | 9  | 5 | 4 | 1 | 0 | 14 | 6  | +8  |
|                    | 2.   | KR       | 8  | 5 | 3 | 2 | 0 | 14 | 8  | +6  |
|                    | 3.   | ÍA       | 7  | 5 | 3 | 1 | 1 | 17 | 6  | +11 |
|                    | 4.   | Fram     | 4  | 5 | 2 | 0 | 3 | 10 | 12 | -2  |
|                    | 5.   | ÍBA      | 2  | 5 | 1 | 0 | 4 | 3  | 13 | -10 |
|                    | 6.   | Víkingur | 0  | 5 | 0 | 0 | 5 | 6  | 19 | -13 |

Legenda:
      Campione di Islanda
      Retrocessa in 2. deild karla
Note:
Due punti a vittoria, uno a pareggio, zero a sconfitta.

### Verdetti
- Valur Campione d'Islanda 1956.
- Víkingur retrocesso in 2. deild karla.